# Tereza Marinova
Tereza Moncheva Marinova (Bulgaars: Тереза Мончева Маринова) (Pleven, 5 september 1977) is een Bulgaarse atlete die is gespecialiseerd in het hink-stap-springen en het verspringen.
In haar jeugd werd ze Europees- en wereldjeugdkampioene en ze bezit nog altijd het wereld jeugdrecord hink-stap-springen. Op het EK 1998 in Boedapest won ze een bronzen medaille achter de Griekse Olga Vasdeki (goud) en de Tsjechische Šárka Kasparková. Dit was een zeer spannende wedstrijd waarbij haar verste sprong slechts 5 cm minder ver was dan die van de winnares.
Haar grootste succes behaalde ze in 2000. Op de Olympische Spelen van Sydney nam ze deel aan het hink-stap-springen. Met een persoonlijk record van 15,20 meter versloeg ze de Russische Tatjana Lebedeva (zilver) en Oekraïense Olena Hovorova (brons) en won een olympisch gouden medaille. Op de wereldkampioenschappen atletiek 2001 won ze een bronzen medaille achter Lebedeva en Olena Hovorova. Na het WK indoor 2004 deed ze geen wedstrijden meer tot 2006. Op de Europese kampioenschappen atletiek 2006 behaalde ze een zesde plaats.
Haar vader Moncho Marinov was een prominent 800 meterloper die het Bulgaars record in had. Haar broer Tsvetomir was een getalenteerd 400 meterloper, die derde werd op het EK junioren 1995 op de 400 m.
Ze wordt getraind door Christo Markov die 17,92 sprong op het WK 1987 in Rome.

## Titels
- Olympisch kampioene hink-stap-springen - 2000
- Wereldkampioene hink-stap-springen (indoor) - 2001
- Balkan kampioene verspringen - 2000
- Balkan kampioene hink-stap-springen (outdoor) - 1996, 2000
- Balkan kampioene hink-stap-springen (indoor) - 1995, 1999, 2001, 2006
- Bulgaars kampioene hink-stap-springen (outdoor) - 1996, 1998, 2006
- Bulgaars kampioene hink-stap-springen (indoor) - 1995, 1996, 2003
- Bulgaars kampioene verspringen (indoor) - 2000
- Europees jeugdkampioene hink-stap-springen - 1995
- Wereldjeugdkampioene hink-stap-springen - 1996

## Persoonlijke records
| Onderdeel          | Prestatie | Datum             | Plaats |
| ------------------ | --------- | ----------------- | ------ |
| 100 m              | 11,7 s    | 1 januari 1996    |        |
| verspringen        | 6,46 m    | 2 juli 2000       | Kavála |
| hink-stap-springen | 15,20 m   | 24 september 2000 | Sydney |

## Prestaties
| Jaar | Wedstrijd         | Plaats       | Resultaat | Extra      |
| ---- | ----------------- | ------------ | --------- | ---------- |
| 1995 | EK Junioren       | Nyíregyháza  | 1e        | 13,90 m    |
| 1996 | WK Junioren       | Sydney       | 1e        | 14,20 m    |
| 1997 | WK indoor         | Parijs       | 8e        | 14,00 m    |
|      | WK                | Athene       | 6e        | 14,34 m    |
|      | Grand Prix Finale | Fukuoka      | 7e        | 13,96 m    |
| 1998 | EK                | Boedapest    | 3e        | 14,50 m    |
| 1999 | WK indoor         | Maebashi     | 4e        | 14,76 m    |
| 2000 | Olympische Spelen | Sydney       | 1e        | 15,20 m PR |
| 2001 | WK indoor         | Lissabon     | 1e        | 14,91 m    |
|      | WK                | Edmonton     | 3e        | 14,58 m    |
|      | Goodwill Games    | Brisbane     | 2e        | 14,37 m    |
|      | Grand Prix finale | Melbourne    | 1e        | 14,77 m    |
| 2002 | EK indoor         | Wenen        | 1e        | 14,81 m    |
| 2006 | WK indoor         | Moskou       | 6e        | 14,37 m    |
|      | Europacup B       | Thessaloniki | 2e        | 14,21 m    |
|      | EK                | Göteborg     | 6e        | 14,20 m    |